# Advances in Optics and Photonics
Advances in Optics and Photonics (Kurzbezeichnung nach ISO 4: Adv. Opt. Photonics) ist eine wissenschaftliche Fachzeitschrift mit Peer-Review, die seit 2009 existiert und von der Optical Society (OSA, früher Optical Society of America) als Onlinezeitschrift herausgegeben wird.
Die Artikel in Advances in Optics and Photonics erscheinen vorab ausgabenunabhängig; die Zeitschriftenausgaben erscheinen vierteljährlich.
Der thematische Bereich der Artikel in Advances in Optics and Photonics umfasst alle Bereiche von Optik und Photonik; die Zeitschrift veröffentlicht jedoch keine originären Resultate, sondern ausschließlich Übersichtsartikel und Tutorials. Es werden nur relativ wenige Artikel pro Jahr akzeptiert; so erschienen im Jahr 2013 zehn Artikel, 2014 waren es neun und 2015 fünfzehn.
Mit einem Impact Factor (IF) von 13,963 für das Jahr 2018 nimmt die Zeitschrift in der Statistik der Journal Citation Reports (JCR) den dritten Platz unter 95 Journalen im Themenbereich Optik ein. Die Werte des IF der Zeitschrift variierten seit Gründung zwischen 9,7 für das Jahr 2013 und 21,3 für das Jahr 2017.
Wissenschaftlicher Herausgeber von Advances in Optics and Photonics ist Govind Agrawal von der University of Rochester (USA); seine Stellvertreter sind Byoungho Lee von der Seoul National University (Südkorea), Geert Morthier von der Universität Gent (Belgien), Malin Premaratne von der Monash University (Australien) und Deepa Venkitesh vom Indian Institute of Technology Madras (Indien).